# Give You What You Like
«Give You What You Like» — en español: «Darte lo que te gusta» — es una canción de la cantautora canadiense Avril Lavigne de su quinto álbum de estudio, Avril Lavigne (2013). Fue escrita por Lavigne, Chad Kroeger y David Hodges, mientras que la canción fue producida por Kroeger y Hodges. Es el tema preferido de Lavigne del álbum, mostrando un sonido diferente de lo que ha hecho antes. Luego de más de un año de espera, finalmente Avril Lavigne anunció el 2 de febrero de 2015 el lanzamiento oficial de la canción como quinto y último sencillo del álbum y que además tiene un video musical mismo que fue estrenado el 10 de febrero de 2015 en su cuenta oficial de Vevo. La canción es parte de la banda sonora de la película para televisión "Babysitter's Black Book".

## Video musical
En el video se encuentra a Avril Lavigne sobre el suelo, con una vestimenta oscura y un sombrero en lo que sería la estancia de una casa, con velas encendidas y una chimenea en el fondo, además, se puede apreciar también al hermano mayor de Lavigne, Matt tocando la guitarra. En todo el transcurso del video se muestran imágenes de la película Babysitter's Black Book haciendo referencia algunas veces con la letra de la canción. En teoría, el video muestra más escenas de la película antes mencionada que a la propia Avril. Hay que recordar que Lavigne estaba enferma en ese momento por lo cual no podía hacer mucho esfuerzo. Actualmente el vídeo musical junto con el de «Fly» se encuentran removidos de YouTube/Vevo, se desconoce la razón.

## Posicionamiento en las listas
| Listas (2013)        | Mejor posición |
| -------------------- | -------------- |
| Corea del Sur (Gaon) | 55             |